# Bestleinsmühle
Bestleinsmühle ist ein Gemeindeteil der Gemeinde Diebach im Landkreis Ansbach (Mittelfranken, Bayern). Bestleinsmühle liegt in der Gemarkung Diebach.

## Geographie
Die Einöde liegt an der Tauber. 0,5 km südwestlich erhebt sich der Reinhardsberg (438 m ü. NHN). Zwei Anliegerwege führen zur Kreisstraße AN 33 (0,1 km östlich), die nach Diebach (1,8 km südlich) bzw. nach Bockenfeld verläuft (0,5 km nördlich).

## Geschichte
Mit dem Gemeindeedikt (frühes 19. Jahrhundert) wurde der Ort dem Steuerdistrikt und der Ruralgemeinde Diebach zugewiesen.

## Einwohnerentwicklung
| Jahr      | 001818 | 001840 | 001861 | 001871 | 001885 | 001900 | 001925 | 001950 | 001961 | 001970 | 001987 |
| Einwohner | 9      | 6      | *      | 13     | 13     | *      | *      | *      | *      | *      | 7      |
| Häuser    | 1      | 1      |        |        | 1      | *      | *      | *      | *      |        | 1      |
| Quelle    | [ 7 ]  | [ 8 ]  | [ 9 ]  | [ 10 ] | [ 11 ] | [ 12 ] | [ 13 ] | [ 14 ] | [ 15 ] | [ 16 ] | [ 1 ]  |

## Religion
Der Ort ist seit der Reformation evangelisch-lutherisch geprägt und bis heute nach St. Bartholomäus (Diebach) gepfarrt. Die Einwohner römisch-katholischer Konfession sind nach St. Laurentius (Bellershausen) gepfarrt.